# 棉蝗
棉蝗，也称臺灣大蝗、草蜢仔公、草蜢公，是刺胸蝗亚科的一种大型蝗虫物种；分布记录包括印度、中国大陆、中南半岛、马来西亚 和台湾。 